# Benin City
Benin City je glavni grad nigerijske savezne države Edo i peti grad po brojnosti u Nigeriji. Nalazi se na jugu države, 300 km istočno od Lagosa i 85 km sjeveroistočno od Gvinejskog zaljeva. Leži na prometnici Lagos - Port Harcourt.
Benin City je osnovan u 10. stoljeću te je postao glavnim gradom Beninskog Carstva. Danas je centar nigerijske industrije gume, a od ostalih djelatnosti ističe se proizvodnja palminog ulja.
Prema popisu iz 1991., Benin City ima 762.719 stanovnika.

## Vanjske poveznice

### Ostali projekti
|  | Zajednički poslužitelj ima još gradiva o temi Benin City |